# Nödvändighet
Nödvändighet är den handling eller den situation som kommer av nöd, ett tillstånd eller en situation av fysiskt eller moraliskt tvång, en betvingande omständighet, ett ofrånkomligt behov, eller något oundvikligt med hänsyn till rådande läge, något oumbärligt, absolut erforderligt, eller något som inte kan åsidosättas eller försummas. Det är en filosofisk term för sådant som omöjligen kan undgås, undvikas eller avvaras  med avseende på rådande fysiska, logiska eller moraliska betingelser, och användas i den meningen i logikens utredning av  nödvändiga, i kontrast till tillräckliga, villkor. Nödvändighet är vidare en central term i rättsfilosofin, folkrätten, statsrätten och krigsrätten, och förekommer i termen militär nödvändighet. Rätten att bryta mot (vissa) lagar och regler med hänsyn till gärningens nödvändighet kallas nödrätt.

## Filosofisk nödvändighet
Nödvändighet den egenskapen hos något att det måste tänkas eller vara på ett visst bestämt sätt. Man skiljer mellan logisk och real nödvändighet. Logiskt nödvändigt är det vars kontradiktoriska motsats skulle innebära en motsägelse. Realt nödvändigt är det vars samtliga betingelser är för handen. Enligt determinismen är allt verkligt realt nödvändigt; 
enligt indeterminismen finns olika möjligheter mellan vilka den fria viljan kan välja. Man skiljer också mellan kategorisk nödvändighet, som är oberoende av alla förutsättningar, och hypotetisk nödvändighet, som innebär att något måste ske eller tänkas, om vissa betingelser inträder. Nödvändighet för tanken kallas logisk nödvändighet; fysiskt 
nödvändigt är det som beror av naturlagarna, psykologiskt nödvändigt det som måste inträffa i följd av själslivets lagar; moraliskt nödvändigt är det som i följd av sedelagen bör förverkligas. Bland de filosofer som utrett nödvändighetens natur finns Saul Kripke, Alvin Plantinga, Rudolf Carnap och Bernard Williams.
Nödvändighet betingar rätten till nödvärn; en i annat fall olaglig handling kan om omständigheterna kräver det vara tillåten om gärningen var nödvändig.

## Modallogisk nödvändighet
Inom modallogiken används begreppen nödvändigt sann och möjligt sann. 
Dessa har var sin symbol {\displaystyle \Box } och {\displaystyle \Diamond } som används som prefix i modallogiska utrryck.
| \| \| A är B \| symbol \| \| nödvändigtvis till 100% \| nödvändigt \| {\displaystyle \Box } \| \| ej nödvändigtvis till 100% \| ej nödvändigt \| ~{\displaystyle \Box } \| \| ej nödvändigtvis till 0% \| möjligt \| {\displaystyle \Diamond } \| \| nödvändigtvis till 0% \| ej möjligt \| ~{\displaystyle \Diamond } \| | {\displaystyle \Box } = ~{\displaystyle \Diamond }~ |                            |
| | A är B                                              | symbol                     |
| nödvändigtvis till 100% | nödvändigt                                          | {\displaystyle \Box }      |
| ej nödvändigtvis till 100% | ej nödvändigt                                       | ~{\displaystyle \Box }     |
| ej nödvändigtvis till 0% | möjligt                                             | {\displaystyle \Diamond }  |
| nödvändigtvis till 0% | ej möjligt                                          | ~{\displaystyle \Diamond } |

Begreppen 'nödvändigt', 'möjligt' och 'omöjligt' står där i samma förhållande inbördes som 'alla', 'någon' och 'ingen' och deras inbördes förhållanden kan också grafiskt beskrivas med den "logiska kvadraten"
| nödvändigt |  | ej möjligt    |
|            |  |               |
| möjligt    |  | ej nödvändigt |